# Tokyoアイドルコレクション
『Tokyoアイドルコレクション』（とうきょう- ）は、レインボータウンFMで放送されていたラジオ番組である。
リニューアル前の番組『アイガク 大江戸アイドル学園』（ -おおえど - がくえん、2010年12月5日 - 2011年6月26日）についても記述する。

## Tokyoアイドルコレクション

### パーソナリティ
後期（2011年11月27日 - 2012年6月24日）
- 梅本静香
- 長島実咲

前期（2011年7月3日 - 11月20日）
- 中塚智実（AKB48チームK）
- 鈴木まりや（AKB48チームB）
- 小原春香（SDN48）

週替わりで出演した。3名とも出演できない場合、通常はゲストで出演するアイドルがパーソナリティを務めることがあった。

## アイガク 大江戸アイドル学園

### 概要
アイドルが声優にチャレンジする、というコンセプトでアイドルと声優がコラボレーションをする番組であった。
ラジオドラマが1コーナーとして放送されていた。

### パーソナリティ
- 中塚智実（AKB48チームK）
- 鈴木まりや（AKB48チームB）
- 小原春香（SDN48）
- 大塚智則（声優）

大塚以外の3名は週替わりで出演。3名とも出演できない場合、通常はゲストで出演するアイドルがパーソナリティを務めることがあった。

### ラジオドラマ「声優まっしぐら」
一風変わった高校の演劇部に声優志望の3人が加入。そんな一風変わった演劇部が、演劇部にもかかわらず学園長まで巻き込み声優コンクールに参加！声優デビューはできるのか。
主な登場人物
- 東條美咲 役 - 中塚智実
- 桜沢美和 役 - 小原春香
- 相馬柚希 役 - 乃下未帆
- 藤本なずな 役 - 鈴木まりや
- 遠野初音 役 - 田井中茉莉亜
- 早乙女莉子 役 - 伊吹
- 見尾谷結宇 役 - 小花
- 諏訪部武人役 - 佐藤俊輔
- 桂木佐波 役 - 高橋明日香
- 小野寺朱美 役 - 渡邉絵理
- 一条慎也 役 - 大塚智則
- 若宮絢音 役 - 相沢真生（2011年2月6日 - ）
- 若宮静香 役 - 栞菜（2011年2月6日 - ）

スタッフ
- 脚本 - 斯波まや（ideaflood合同会社）
- 声優キャスティング - 高砂商事